# Сеттерфилд, Диана
Диана Сеттерфилд (англ. Diane Setterfield; род. 22 августа 1964, Рединг) — британская писательница, чей дебютный роман «Тринадцатая сказка» был издан более чем в 30 странах, а в Великобритании и США разошёлся миллионными тиражами, заняв верхнюю строчку в рейтинге бестселлеров «Нью-Йорк Таймс». В 2013 году вышел второй роман писательницы — «Беллмен и Блэк, или Незнакомец в чёрном», а в 2018 — третий «Пока течёт река».
Сеттерфилд выросла в деревне Сил (англ. Theale, графство Беркшир). После окончания Theale Green School она поступила в Бристольский университет, где изучала французскую литературу. Затем в течение нескольких лет Сеттерфилд преподавала в различных университетах Англии и Франции французскую литературу XIX и XX веков. Её научные работы были посвящены изучению жизни и творчества нобелевского лауреата Андре Жида.
В конце 1990-х годов Диана Сеттерфилд оставила преподавательскую деятельность из-за несогласия с политикой университета, несмотря на то, что ей нравилось работать со студентами. Позже она открыла свою фирму по обучению французскому языку людей, собирающихся посетить Францию. Известно, что у Дианы есть 2 младшие сестры. Сеттерфилд замужем за бухгалтером Питером Уиттоллом, у них дома в Харроугейт (англ. Harrogate, графство Северный Йоркшир) живут 4 кошки.
Стиль Сеттерфилд критика сравнивала с творчеством сестёр Бронте и Дафны Дюморье.

## Книги
- The Thirteenth Tale (2006) — Тринадцатая сказка. Изд. «Азбука», 2007 год. Переводчик Василий Дорогокупля.
- Bellman & Black (2013) — Беллмен и Блэк, или Незнакомец в чёрном. Изд. «Азбука», 2014 год. Переводчик Василий Дорогокупля.
- Once Upon A River (2018) — Пока течёт река. Изд. «Азбука», 2019 год. Переводчик Василий Дорогокупля.